# Pont ferroviaire d'Argenteuil
Pour les articles homonymes, voir Pont d'Argenteuil (homonymie).
Le pont ferroviaire d'Argenteuil franchit la Seine sur une longueur de deux cents mètres d'Argenteuil à Gennevilliers. Il est constitué de deux ouvrages parallèles, comportant chacun deux voies ferrées.

## Historique
Le premier pont ferroviaire d'Argenteuil est construit en 1863 lors du prolongement de la ligne de Colombes à Ermont - Eaubonne. L'ouvrage est détruit pendant la guerre franco-allemande de 1870.
La paix revenue, un nouveau pont est établi dans le même style. En juin 1940, il est partiellement détruit mais remis en service en 1942. Enfin, en août 1944 l'ouvrage est complètement anéanti, au point qu'il faut bâtir un pont provisoire pour le remplacer. 
En 1949 est achevé l'ouvrage métallique qui est encore en place. Il est doublé en 2006 par un nouvel ouvrage. La décision de cette mesure a été prise en raison de l'élargissement de deux à quatre voies de la plateforme entre les gares du Stade et d'Argenteuil, pour la nouvelle desserte de Paris-Saint-Lazare à Ermont - Eaubonne.

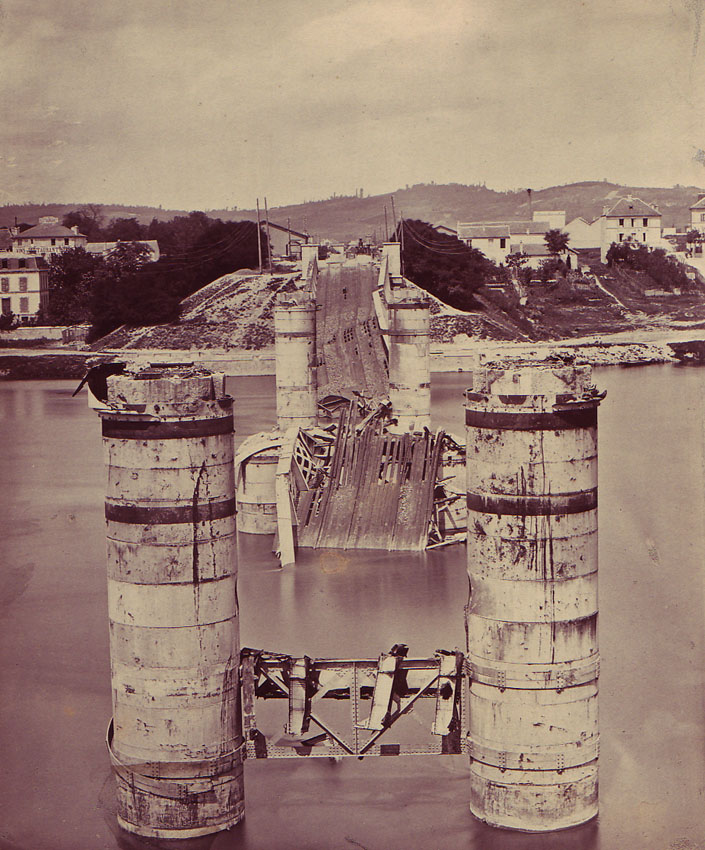
Le premier pont ferroviaire d'Argenteuil après sa destruction par le génie militaire français en 1870.
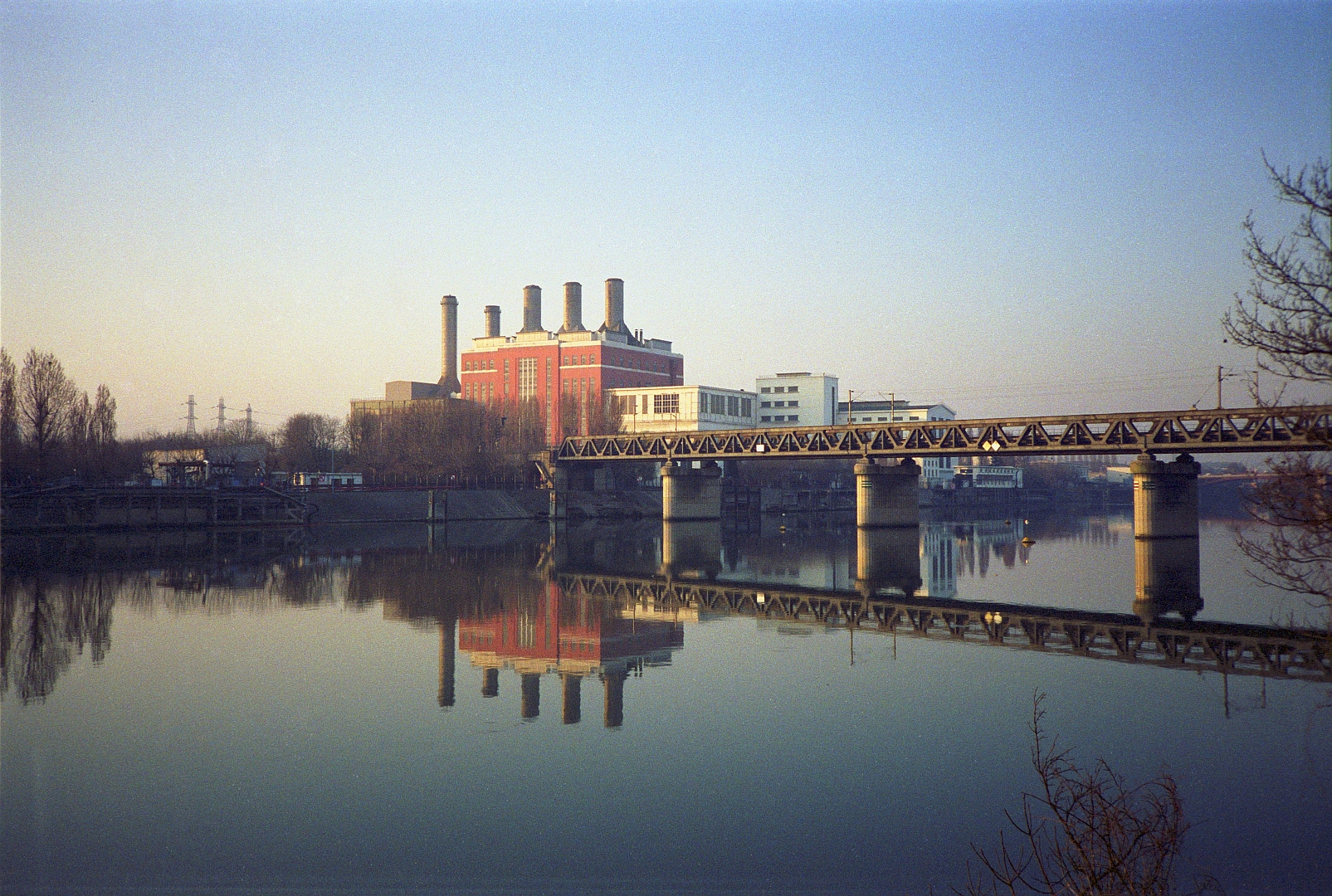
Le troisième pont ferroviaire d'Argenteuil (reconstruit après la Seconde Guerre mondiale) encore à deux voies en 1991.

## Iconographie
Le second pont ferroviaire d'Argenteuil a été choisi comme motif par plusieurs peintres impressionnistes, notamment :
- en 1873 par Auguste Renoir (1841-1919) :
  - Pont de chemin de fer à Argenteuil, 1873, huile sur toile, 46 x 63 cm, Uehara Museum of Modern Art, Shimoda.
- en 1873 et 1874 par Claude Monet (1840-1926) : 
  - Le Pont du chemin de fer à Argenteuil, 1873, huile sur toile, 60 x 98,4 cm, collection privée[1]
  - Le Pont du chemin de fer, Argenteuil, 1874, huile sur toile, 54,5 x 73,5 cm, Philadelphia Museum of Art[2]
  - Le Pont de chemin de fer à Argenteuil, 1874, huile sur toile, 14,5 x 23 cm, Musée Marmottan
  - Le Pont du chemin de fer, Argenteuil, 1874, huile sur toile, 55 x 72 cm, Musée d'Orsay[3]
  - La Promenade avec le Pont de chemin de fer, Argenteuil, 1874, huile sur toile, 53,7 x 72,1 cm, Musée d'Art de Saint-Louis[4]
- et dans les années 1880 par Gustave Caillebotte (1848-1894) : 
  - Prairie au Pont d'Argenteuil, vers 1882-1886, huile sur toile, 54,3 x 65,4 cm, collection privée[5]
  - La Seine et le pont du chemin de fer d'Argenteuil, 1885 ou 1887, huile sur toile, 115,6 x 154,9 cm, Brooklyn Museum[6]

- Le pont ferroviaire peint par…

"Le
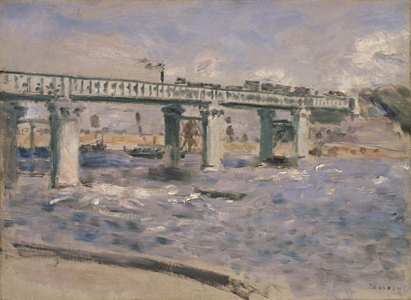
…Auguste Renoir (1873).
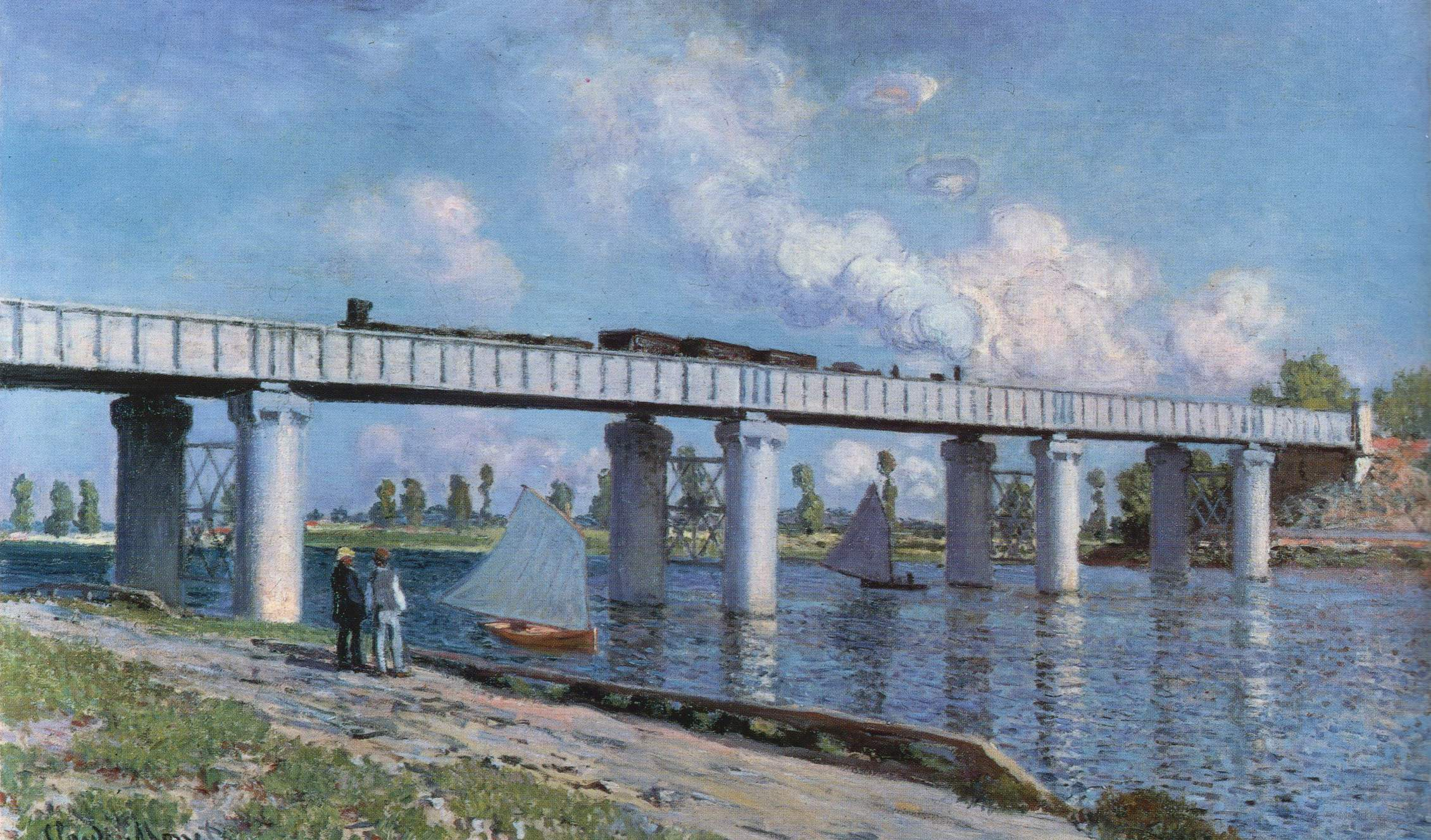
…Claude Monet (1873).
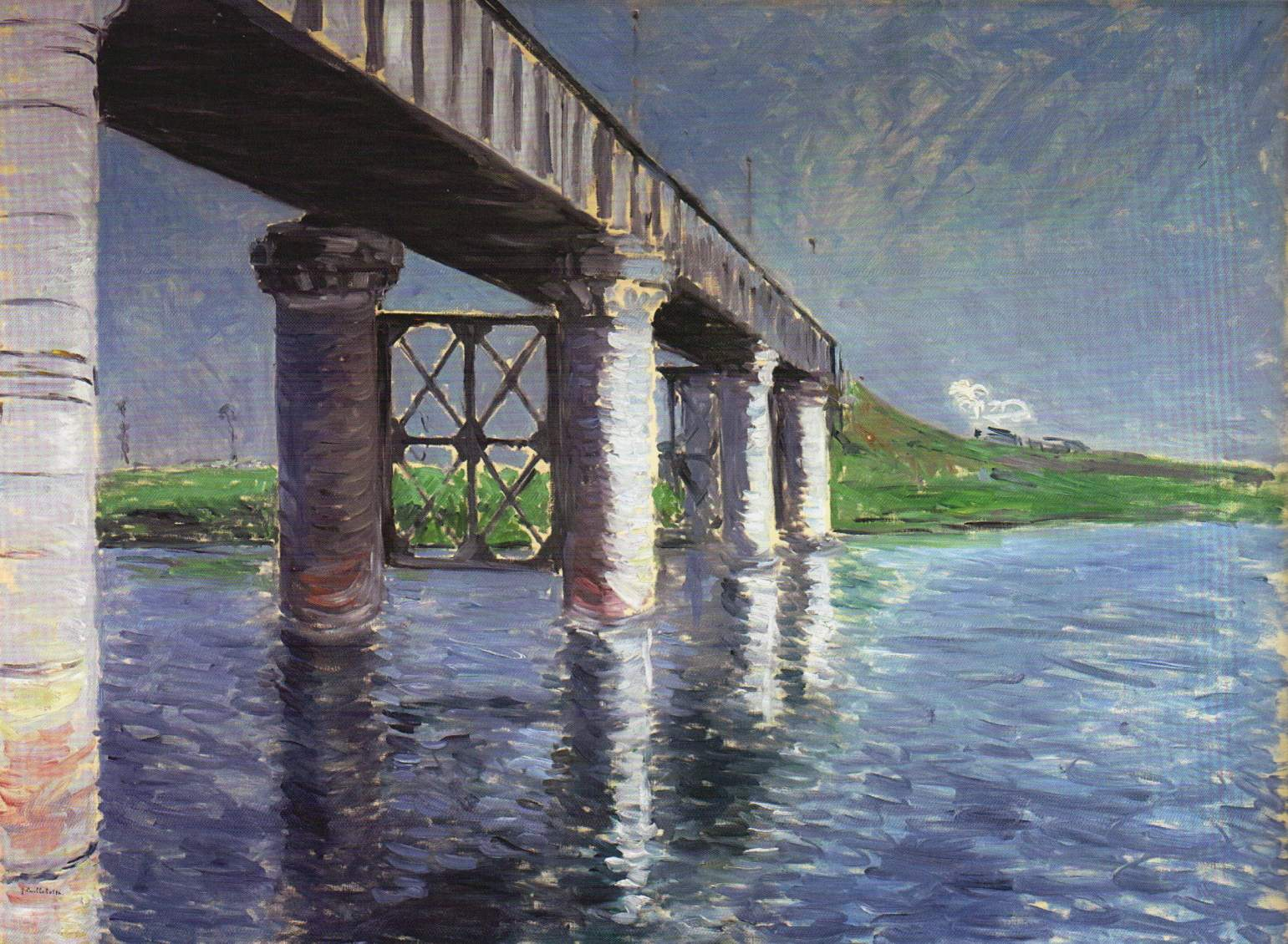
…Gustave Caillebotte (vers 1885-1887).